# آیرونکلاد باهوسو
آیرونکلاد باراسو (به انگلیسی: Brazilian ironclad Barroso) یک کشتی بود که طول آن ۶۱٫۴۴ متر (۲۰۱ فوت ۷ اینچ) بود. این کشتی در سال ۱۸۶۵ ساخته شد.